# Vinko Radić
Vinko Radić (Spalato, 2 febbraio 1898 – Spalato, 9 ottobre 1945) è stato un calciatore jugoslavo, di ruolo centrocampista.

## Carriera

### Club
Esordì nell'Hajduk Spalato il 18 aprile 1920, nella partita della sottofederazioni di Spalato vinta per 1 a 0 contro il Jug. 
Fece parte delle formazioni che vinsero i primi due campionati jugoslavi.
Con i bili giocò un totale di 283 partite andando 96 volte a segnò.

### Nazionale
Il suo debutto con la nazionale jugoslava risale al 28 settembre 1924 nella partita contro la Cecoslovacchia giocata a Zagabria. La sua ultima partita con la nazionale risale al 31 luglio 1927 sempro contro la Cecoslovacchia, questa volta a Belgrado.
Indossò la maglia della nazionale per un totale di tre partite.

## Statistiche

### Cronologia presenze e reti in nazionale
| Cronologia completa delle presenze e delle reti in nazionale ― Jugoslavia | Cronologia completa delle presenze e delle reti in nazionale ― Jugoslavia | Cronologia completa delle presenze e delle reti in nazionale ― Jugoslavia | Cronologia completa delle presenze e delle reti in nazionale ― Jugoslavia | Cronologia completa delle presenze e delle reti in nazionale ― Jugoslavia | Cronologia completa delle presenze e delle reti in nazionale ― Jugoslavia | Cronologia completa delle presenze e delle reti in nazionale ― Jugoslavia | Cronologia completa delle presenze e delle reti in nazionale ― Jugoslavia |
| Data                                                                      | Città                                                                     | In casa                                                                   | Risultato                                                                 | Ospiti                                                                    | Competizione                                                              | Reti                                                                      | Note                                                                      |
| ------------------------------------------------------------------------- | ------------------------------------------------------------------------- | ------------------------------------------------------------------------- | ------------------------------------------------------------------------- | ------------------------------------------------------------------------- | ------------------------------------------------------------------------- | ------------------------------------------------------------------------- | ------------------------------------------------------------------------- |
| 28-9-1924                                                                 | Zagabria                                                                  | Jugoslavia                                                                | 0 – 2                                                                     | Cecoslovacchia                                                            | Amichevole                                                                | -                                                                         |                                                                           |
| 28-10-1925                                                                | Praga                                                                     | Cecoslovacchia                                                            | 7 – 0                                                                     | Jugoslavia                                                                | Amichevole                                                                | -                                                                         |                                                                           |
| 31-7-1927                                                                 | Belgrado                                                                  | Jugoslavia                                                                | 1 – 1                                                                     | Cecoslovacchia                                                            | Amichevole                                                                | -                                                                         |                                                                           |
| Totale                                                                    |                                                                           | Presenze                                                                  | 3                                                                         |                                                                           | Reti                                                                      | 0                                                                         |                                                                           |

## Palmarès
- Campionato jugoslavo: 2

Hajduk Spalato: 1927, 1929